# Hendrik I van Bourbon-Condé
Hendrik I van Bourbon-Condé (La Ferté, 29 december 1552 — Saint-Jean-d'Angély, 5 maart 1588) was van 1569 tot aan zijn dood prins van Condé. Hij behoorde tot het huis Bourbon.

## Levensloop
Hendrik I was de oudste zoon van hertog Lodewijk I van Bourbon-Condé uit diens huwelijk met Eleonore de Roye (1535-1564) en groeide op in een overtuigde calvinistische familie. In 1569 volgde hij zijn vader op als prins van Condé.
Tijdens de hugenotenoorlogen vocht hij aan de zijde van zijn neef Hendrik van Navarra, de latere koning Hendrik IV van Frankrijk. In 1572 bevond hij zich in Parijs toen de Bartholomeusnacht plaatsvond. Tijdens dit bloedbad werd hij gedwongen zich tot het katholicisme te bekeren. Het jaar daarna vocht hij aan de zijde van het koninklijk leger mee bij het beleg van La Rochelle, waarna hij door koning Karel IX van Frankrijk tot gouverneur van Picardië werd benoemd.
Hij was een van de leiders van de Malcontents, die zich verzetten tegen het beleid van koning Hendrik III en hem wilden afzetten. Nadat hun complot om dit doel te bekomen was mislukt, vluchtte Hendrik in 1574 naar Duitsland. In 1576 kon hij na het Edict van Beaulieu terugkeren naar Frankrijk en werd hij gerestaureerd als gouverneur van Picardië. Inmiddels had hij zich ook terug tot het calvinisme bekeerd.
Vanaf dan was Hendrik de belangrijkste militaire leider van de hugenoten, een functie waarin hij vaak samenwerkte met Hendrik van Navarra. In 1587 raakte hij zwaargewond bij de Slag bij Coutras. Hij overleed in maart 1588 op 35-jarige leeftijd, vermoedelijk als gevolg van zijn verwondingen. Zijn overlijden kwam echter onverwacht en zijn tweede echtgenote Charlotte Catherine de la Trémoille werd er zelfs van beschuldigd hem vergiftigd te hebben. Het Parlement van Parijs liet haar arresteren en gevangenzetten in Saint-Jean-d'Angély. In september 1588 beviel ze in gevangenschap van zijn postume zoon Hendrik II. Nadat Hendrik van Navarra koning van Frankrijk werd, werd Charlotte Catherine in juli 1589 in vrijheid gesteld. Het Parlement van Parijs sprak haar in juni 1596 vrij.

## Huwelijken en nakomelingen
In 1572 huwde hij met zijn nicht Maria van Kleef (1553-1574), dochter van hertog Frans I van Nevers. Ze kregen een dochter Catharina (1574-1595), gravin van Beaufort, markgravin van Isles, barones van Jaucourt en vrouwe van Jully.
Op 15 maart 1586 hertrouwde hij met Charlotte Catherine (1568-1629), dochter van Lodewijk III de la Trémoille, burggraaf van Thouars. Ze kregen twee kinderen:
- Eleonora (1587-1619), huwde in 1606 met prins Filips Willem van Oranje
- Hendrik II (1588-1646), prins van Condé

## Voorouders
| Voorouders van Hendrik I van Bourbon-Condé (1552-1588) | Voorouders van Hendrik I van Bourbon-Condé (1552-1588)                       | Voorouders van Hendrik I van Bourbon-Condé (1552-1588)                       | Voorouders van Hendrik I van Bourbon-Condé (1552-1588)                    | Voorouders van Hendrik I van Bourbon-Condé (1552-1588)                    | Voorouders van Hendrik I van Bourbon-Condé (1552-1588)                  | Voorouders van Hendrik I van Bourbon-Condé (1552-1588)                  | Voorouders van Hendrik I van Bourbon-Condé (1552-1588)                  |                                                                         |
| ------------------------------------------------------ | ---------------------------------------------------------------------------- | ---------------------------------------------------------------------------- | ------------------------------------------------------------------------- | ------------------------------------------------------------------------- | ----------------------------------------------------------------------- | ----------------------------------------------------------------------- | ----------------------------------------------------------------------- | ----------------------------------------------------------------------- |
| Overgrootouders                                        | Frans van Bourbon-Vendôme (1470-1495) ∞ 1487 Maria van Saint-Pol (1472-1546) | Frans van Bourbon-Vendôme (1470-1495) ∞ 1487 Maria van Saint-Pol (1472-1546) | René van Alençon (1440-1482) ∞ Margaretha van Vaudémont (1463-1521)       | René van Alençon (1440-1482) ∞ Margaretha van Vaudémont (1463-1521)       | ? (-) ∞ ? (-)                                                           | ? (-) ∞ ? (-)                                                           | Ferri de Mailly (-) ∞ 1445 Louise de Montmorency (1428-1483)            | Ferri de Mailly (-) ∞ 1445 Louise de Montmorency (1428-1483)            |
| Grootouders                                            | Karel van Bourbon-Vendôme (1489-1537) ∞ Françoise van Alençon (1490-1550)    | Karel van Bourbon-Vendôme (1489-1537) ∞ Françoise van Alençon (1490-1550)    | Karel van Bourbon-Vendôme (1489-1537) ∞ Françoise van Alençon (1490-1550) | Karel van Bourbon-Vendôme (1489-1537) ∞ Françoise van Alençon (1490-1550) | Charles de Roye (1510-1551) ∞ Madeleine de Mailly (1463-1521)           | Charles de Roye (1510-1551) ∞ Madeleine de Mailly (1463-1521)           | Charles de Roye (1510-1551) ∞ Madeleine de Mailly (1463-1521)           | Charles de Roye (1510-1551) ∞ Madeleine de Mailly (1463-1521)           |
| Ouders                                                 | Lodewijk I van Bourbon-Condé (1530-1569) ∞ Eleonore de Roye (1535-1564)      | Lodewijk I van Bourbon-Condé (1530-1569) ∞ Eleonore de Roye (1535-1564)      | Lodewijk I van Bourbon-Condé (1530-1569) ∞ Eleonore de Roye (1535-1564)   | Lodewijk I van Bourbon-Condé (1530-1569) ∞ Eleonore de Roye (1535-1564)   | Lodewijk I van Bourbon-Condé (1530-1569) ∞ Eleonore de Roye (1535-1564) | Lodewijk I van Bourbon-Condé (1530-1569) ∞ Eleonore de Roye (1535-1564) | Lodewijk I van Bourbon-Condé (1530-1569) ∞ Eleonore de Roye (1535-1564) | Lodewijk I van Bourbon-Condé (1530-1569) ∞ Eleonore de Roye (1535-1564) |

- Biblioteca Nacional de España: XX5671283
- Bibliothèque nationale de France: cb13496661f (data)
- Gemeinsame Normdatei: 124896251
- International Standard Name Identifier: 0000 0000 7991 7364
- Library of Congress Control Number: nr93019180
- Nationale bibliotheek van Australië: 49784751
- Nederlandse Thesaurus van Auteursnamen: 149017006
- Réseau des bibliothèques de Suisse occidentale: 02-A014064351
- LIBRIS: 183014
- Système universitaire de documentation: 034339892
- Trove: 1527041
- Virtual International Authority File: 39532126
- WorldCat: E39PBJpJcK7BHwdJcCJgXwbDbd